# IF Karlstad Fotboll
IF Karlstad Fotboll is een samenwerking van de selectie-elftallen van de Zweedse voetbalclubs Karlstads BK en Carlstad United BK. In 2019 werd de samenwerking tussen beide verenigingen uit Karlstad opgericht. Karlstad Fotboll komt uit in de Ettan, waarmee het op het derde niveau acteert. De thuiskleuren zijn blauw-zwart.

## Bekende (oud-)spelers
- Chovanie Amatkarijo
- Lukas Rhöse

Ettan Norra: AFC Eskilstuna · Assyriska FF · Friska Viljor FC · Hammarby TFF · Karlbergs BK · FBK Karlstad · IF Karlstad Fotboll · Piteå IF · Sollentuna FK · Stockholm Inter · Stocksunds IF · Täby FK · Umeå FC · United Nordic FC · Vasalunds IF · Örebro Syrianska IF

Ettan Södra: Ariana FC · Eskilsminne IF · Falkenbergs FF · Jönköpings Södra IF · Ljungskile SK · BK Lund · Norrby IF · BK Olympic · Onsala BK · Oskarshamns AIK · FC Rosengård 1917 · Torns IF · Torslanda IK · FC Trollhättan · Tvååkers IF · Ängelholms FF